# Nguyễn Vũ Phong
Nguyễn Vũ Phong (Vĩnh Long, 6 febbraio 1985) è un calciatore vietnamita, centrocampista del Ðà Nẵng.

## Caratteristiche tecniche
Ala destra, può essere impiegato anche come ala sinistra o come seconda punta.

## Carriera

### Club
Comincia a giocare al Vĩnh Long. Nel 2006 si trasferisce al Bình Dương. Nel 2014 viene acquistato dal Ðà Nẵng.

### Nazionale
Ha debuttato in nazionale il 24 dicembre 2006, nell'amichevole Thailandia-Vietnam (2–1). Ha messo a segno le sue prime due reti con la maglia della nazionale l'8 dicembre 2008, in Vietnam-Malesia (2–3). Ha partecipato, con la nazionale, alla Coppa d'Asia 2007. Ha collezionato in totale, con la maglia della nazionale, 48 presenze e 7 reti.

## Palmarès

### Club

#### Competizioni nazionali
- V League: 2

Binh Duong: 2007, 2008
- Supercoppa del Vietnam: 2

Binh Duong: 2007, 2008